# Mitsunori Yabuta
Mitsunori Yabuta (jap. 藪田 光教, Yabuta Mitsunori; * 2. Mai 1976 in Kawasaki) ist ein ehemaliger japanischer Fußballspieler.

## Nationalmannschaft
Mit der japanischen Nationalmannschaft qualifizierte er sich für die Junioren-Fußballweltmeisterschaft 1995.

## Errungene Titel
- Kaiserpokal: 1996